# Thomas Horak
Thomas Horak (* 23. Mai 1990 in Wien) ist ein österreichischer Fußballspieler.

## Karriere

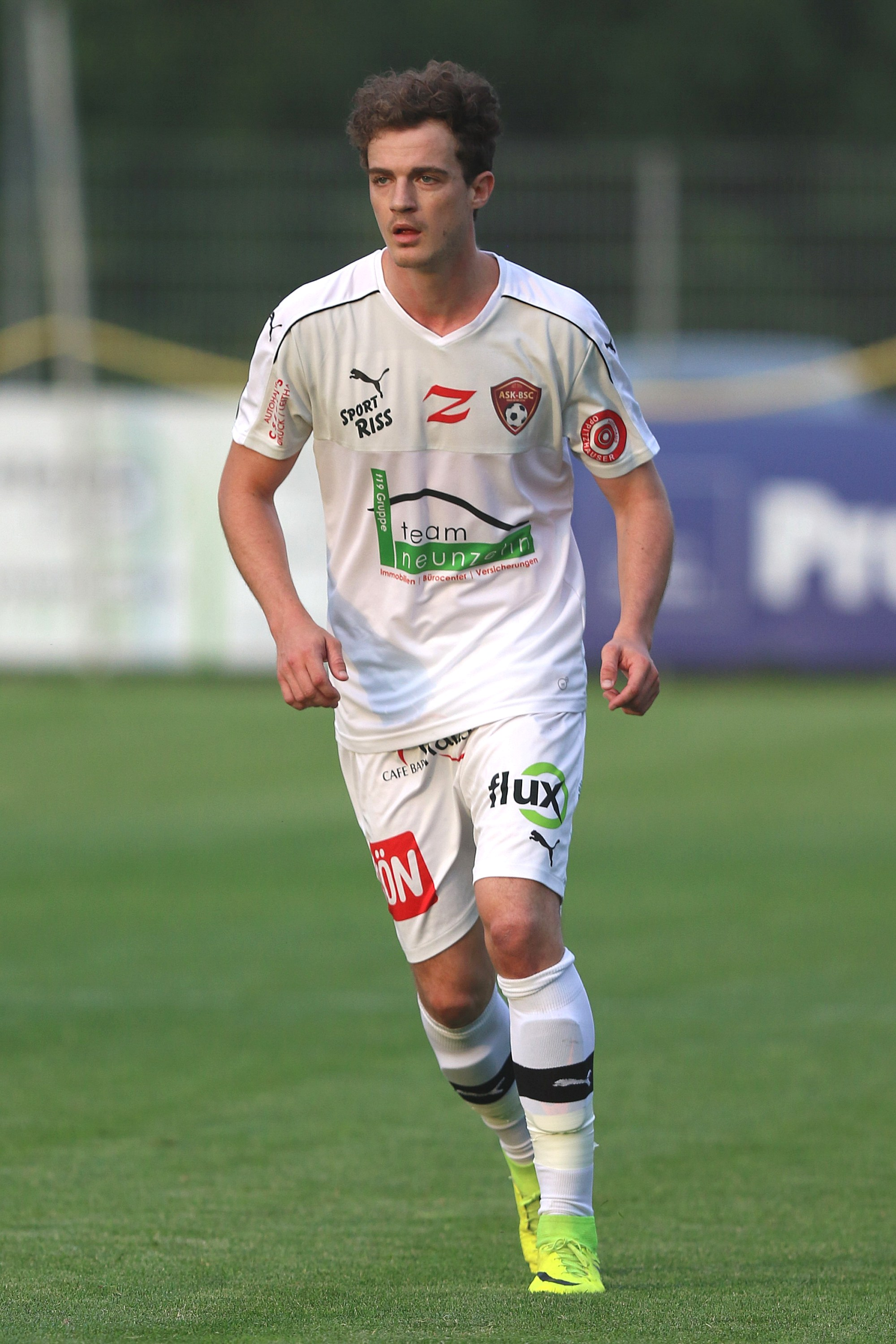
Horak im ÖFB-Cup-Spiel gegen Bad Sauerbrunn (2017)

Horak begann seine Karriere beim Floridsdorfer AC. 2004 wechselte er in die Jugend des First Vienna FC. Ab der Saison 2006/07 spielte er für die Zweitmannschaft der Vienna. Im Juni 2008 debütierte er für die erste Mannschaft der Wiener in der Regionalliga, als er am 30. Spieltag der Saison 2007/08 gegen den SKN St. Pölten in der Startelf stand und in der 75. Minute durch Raphael Sulzer ersetzt wurde. Zu Saisonende belegte er mit der Vienna den fünften Tabellenrang in der Regionalliga Ost.
In der Saison 2008/09 konnte er mit den Wienern Meister werden und somit in die zweite Liga aufsteigen. In der Aufstiegssaison absolvierte Horak drei Spiele in der Regionalliga, blieb dabei jedoch ohne Torerfolg. Nach dem Aufstieg gab er im Oktober 2009 sein Debüt in der zweithöchsten Spielklasse, als er am 13. Spieltag der Saison 2009/10 gegen St. Pölten in der 88. Minute für Kai Schoppitsch eingewechselt wurde. Bis Saisonende absolvierte er drei Spiele in der zweiten Liga, in denen er kein Tor erzielen konnte. Zu Saisonende belegte er mit den Wienern den vorletzten Tabellenrang, da dem SK Austria Kärnten jedoch die Lizenz verweigert worden war, konnte der Verein ohne Relegation die Klasse halten.
Zur Saison 2010/11 wechselte Horak zum Regionalligisten SV Schwechat. Im Oktober 2010 konnte er bei einem 5:4-Sieg gegen den ASK Baumgarten seine ersten beiden Tore in der dritthöchsten Spielklasse erzielen. In seiner ersten Saison bei Schwechat kam er zu 19 Einsätzen in der Regionalliga, in denen er drei Tore erzielte. Zu Saisonende belegte er mit dem Verein den 13. Tabellenrang in der Regionalliga Ost. In seiner zweiten Saison absolvierte er 25 Spiele für Schwechat in der Regionalliga und erzielte dabei ein Tor, in der Tabelle belegte er mit dem Verein den zwölften Platz, auf die Abstiegsränge hatte man einen Punkt Vorsprung. In der Saison 2012/13 absolvierte Horak 22 Spiele in der Regionalliga und erzielte dabei ein Tor; mit Schwechat belegte er den 13. Platz.
Nach drei Saisonen in Schwechat wechselte er zur Saison 2013/14 zum Ligakonkurrenten SC Ritzing. Für die Burgenländer absolvierte er jedoch nur ein einziges Spiel in der Regionalliga. Nach einem halben Jahr in Ritzing wechselte er in der Winterpause jener Saison zum fünftklassigen niederösterreichischen Verein ASK-BSC Bruck/Leitha. Nach drei Saisonen mit Bruck in der 2. Landesliga konnte er mit dem Verein 2016 als Meister in die Landesliga aufsteigen. In der ersten Saison in der vierthöchsten Spielklasse konnte er mit Bruck auf Anhieb Meister werden und in die Regionalliga aufsteigen, Verfolger SV Leobendorf scheiterte an der schlechteren Tordifferenz. In der Aufstiegssaison 2016/17 kam er in 26 Spielen in der Landesliga zum Einsatz und erzielte dabei drei Tore. Mit Bruck erreichte er in der ersten Regionalligasaison den neunten Tabellenrang. Horak kam in der Saison 2017/18 zu zwölf Einsätzen in der Regionalliga, blieb dabei jedoch ohne Torerfolg. Zudem nahm er mit Bruck in jener Saison am ÖFB-Cup teil, wo man nach einem Erstrundensieg gegen den SC Bad Sauerbrunn in der zweiten Runde erst in der Verlängerung am Meister FC Red Bull Salzburg scheiterte. Horak stand gegen Bad Sauerbrunn über die volle Spielzeit am Platz, gegen Salzburg befand er sich jedoch nicht im Kader.